# Canthigaster callisterna
Espèce
Statut de conservation UICN

 LC  : Préoccupation mineure
Canthigaster callisterna est une espèce de poissons tetraodontiformes.